# João Cabral (Schauspieler)
João Cabral (* 30. November 1961) ist ein portugiesischer Schauspieler.

## Leben
João Cabral wurde 1961 auf der zu den Azoren gehörenden Insel São Miguel geboren. Er studierte von 1980 bis 1985 am Nationalkonservatorium (Conservatório Nacional) bzw. der 1983 daraus hervorgegangenen Escola Superior de Teatro e Cinema in Lissabon. Ab dem Jahr 1982 war er als Schauspieler im Theater sowie später auch in Film und Fernsehen tätig. Seit den frühen 1990er Jahren arbeitet er regelmäßig in Inszenierungen des Theaterregisseurs António Pires. Für die Theatergruppe des ISCSP übernahm er selbst auch bei einigen Inszenierungen Regie. Cabral war an verschiedenen Schulen als Schauspiellehrer tätig.
Aus seiner Ehe mit der Schauspielerin Helena Laureano ging eine Tochter (* 1999) hervor.

## Filmografie (Auswahl)
- 1987: Serenidade
- 1988: A Tribo dos Penas Brancas (Fernsehserie, 4 Episoden)
- 1988: Três Menos Eu
- 1988: Matar Saudades
- 1989: Crimes do Coração (Fernsehfilm)
- 1990: Filha da Mãe
- 1992: Rosa Negra
- 1993: O Miradouro da Lua
- 1993: Das Geisterhaus (The House of the Spirits)
- 1994: Na Paz dos Anjos (Fernsehserie, 130 Episoden)
- 1994–1997: A Mulher do Sr. Ministro (Fernsehserie, 88 Episoden)
- 1995: Ao Sul
- 1997: Cães Sem Coleira
- 1998: Os Mutantes – Kinder der Nacht (Os Mutantes)
- 1999–2000: Médico de Família (Fernsehserie, 11 Episoden)
- 1999–2000: Jornalistas (Fernsehserie, 49 Episoden)
- 2000: Nelken für die Freiheit (Capitães de Abril)
- 2001: O Segredo
- 2001: Querido Professor (Fernsehserie, 11 Episoden)
- 2001: O Espírito da Lei (Fernsehserie, 7 Episoden)
- 2001: Cavaleiros De Água Doce (Fernsehfilm)
- 2001–2002: Residencial Tejo (Fernsehserie, 4 Episoden)
- 2002: Vergiss, was ich versprochen habe (Esquece Tudo O Que Te Disse)
- 2002: O Rapaz do Trapézio Voador
- 2003: Só Por Acaso (Fernsehfilm)
- 2003: O Meu Sósia E Eu (Fernsehfilm)
- 2003: Lusitana Paixão (Fernsehserie, 15 Episoden)
- 2004: Só Gosto De Ti (Fernsehserie, 24 Episoden)
- 2005: Fin de curso
- 2005: A Batalha dos Três Reis
- 2006: Lavado em Lágrimas
- 2006–2007: Jura (Fernsehserie, 107 Episoden)
- 2007: Corrupção
- 2007–2008: Floribella (Fernsehserie, 45 Episoden)
- 2007–2008: Fascínios (Fernsehserie, 36 Episoden)
- 2008: O Dia do Regicídio (Fernsehserie, 6 Episoden)
- 2008–2009: Feitiço de Amor (Fernsehserie, 333 Episoden)
- 2009: O Último Condenado à Morte
- 2009–2010: Deixa Que Te Leve (Fernsehserie, 299 Episoden)
- 2010: Assalto ao Santa Maria
- 2010: Mar de Paixão (Fernsehserie, 79 Episoden)
- 2011: Aristides de Sousa Mendes, O Cônsul de Bordéus
- 2011–2012: Morangos com Açúcar (Fernsehserie, 195 Episoden)
- 2012: Operação Outono
- 2013: Dá-las (Fernsehserie, 5 Episoden)
- 2013: Mundo ao Contrário (Fernsehserie, 4 Episoden)
- 2013: Não Desistas de Mim (Fernsehfilm)
- 2013: Uma Família Açoreana (Fernsehserie, 8 Episoden)
- 2014: Água de Mar (Fernsehserie, 52 Episoden)
- 2016: Vor der Morgenröte
- 2016: A Única Mulher (Fernsehserie, 111 Episoden)
- 2017: A Ilha dos Cães
- 2017: Coração Negro
- 2017: Peregrinação
- 2018: Der Lissabon-Krimi: Der Tote in der Brandung (Fernsehfilm)
- 2018: Ruth
- 2018–2020: Onde Está Elisa? (Fernsehserie, 145 Episoden)
- 2019: Prisioneira (Fernsehserie, 6 Episoden)
- 2020: Amar Demais (Fernsehserie, 6 Episoden)
- 2020: Quer o Destino (Fernsehserie)
- 2020–2021: Bem Me Quer (Fernsehserie)
- 2021: Para Sempre (Fernsehserie)
- 2021: Um Jantar Muito Especial
- 2021: Sombra (auch Miniserie)
- 2021: Encarregados de Educação (Fernsehserie)
- 2022: Nem a Gente Janta (Fernsehserie)
- 2022: Cenas de Família (Fernsehserie)
- 2023: Cavalos de Corrida (Fernsehserie)